# Cuniculobracon verdui
Cuniculobracon verdui är en stekelart som beskrevs av Van Achterberg och Falco 2001. Cuniculobracon verdui ingår i släktet Cuniculobracon och familjen bracksteklar. Inga underarter finns listade i Catalogue of Life.